# قائمة شخصيات جراند ثفت أوتو V

صورة فنية تظهر الشخصيات البطلة الثلاث، من اليمين إلى اليسار: تريفور، فرانكلين، مايكل.

جراندbe ثفت أوتو V هي لعبة عالم مفتوح وأكشن مغامرة من المقرر الإفراج عنه في 17 سبتمبر 2013. وهي جزء رئيسي من سلسلة « جراند ثفت أوتو » وضعتها روك ستار وهي الجزء الأول من الجيل الخامس من هذه السلسلة. تضم جراند ثفت أوتو V العديد من الشخصيات الرئيسية، وشخصيات دعم وشخصيات ثانوية.
للمرة الأولى في تاريخ سلسلة جراند ثفت أوتو V يكون هناك ثلاثة ابطال رئيسيين.

## الأبطال
المصدر GTA.CS

### مايكل دي سانتا
مايكل دي سانتا سابقاً «مايكل تاونلي» أبرز الشخصيات في سلسلة GTA وأحد الأبطال الثلاثة في GTA 5 ولد مايكل في مدينة كارسر سيتي سنة 1965 وبعض المصادر تقول أنه ولد سنة 1968 . مايكل لديه مرض نفسي نتيجة البيئة التي ولد فيها وهي مدينة كارسر سيتي التي تشتهر بالعصابات والإجرام والسرقات والإغتيالات، تخلى والده عنه وتركه في حاوية وهو بعمر ال10 سنوات، بدأ مايكل مسيرته الإجرامية عام 1988 حيث كانت أول سرقة له لمجمع تجاري كبير وحصل من السرقة حوالي 10,000 دولار، متزوج من أماندا ولديه أبناء جيمي وتريسي.تعرف مايكل بتريفور فيليبس اثناء فترة إجرامه في التسعينات وكان مايكل يهرب المخدرات والطيار المهرب هو تريفور. تقاعد مايكل من الإجرام سنة 2013 ولكن عاد للأجرام بعد ظهور تريفور ومشاكله مع مارتن مادرازو وقتل مايكل بسبب مشاكل مع فرانكلين وقتله فرانكلين.  

### فرانكلين كلينتون
فرانكلين كلينتون ولد فرانكلين سنة 1988 في حي فورم درايف أحد احياء منطقة ستروبيري. كان فرانكلين عضو في عصابة ذا فاميليس سابقاً "جروف ستريت فاميليس"يهرب المخدرات ويتاجر به برفقة لامار ديفيس صديقه المقرب. عاش فرانكلين حياة صعبة حيث انه في طفولته لم يكن له أب أو أم. وكان والد فرانكلين مدمن مخدرات وتوفي بسبب إدمانه وماتت أمه في ظروف غامضة. تولى جد فرانكلين رعايته وفي أحد المرات كان فرانكلين في تعاطي وامسك به جده وقام بمنعه عن المتاجرة بالمخدرات وفرانكلين توقف فوراً عن التجارة بالمخدرات. بعد وفاة جد فرانكلين انتقل للعيش مع عمته " دينيس " في بيتها. بدأت العلاقة بين فرانكلين وعمته تتدهور حيث تم تقسيم البيت إلى قسمين قسم لفرانكلين وقسم لدينيس. طُرد فرانكلين من المدرسة بسبب اعتداءه على معلمه. كان فرانكلين في علاقة حب مع تانيشا جاكسون ولكن العلاقة انتهت بعد دخول فرانكلين عالم الإجرام.يعيش الآن فرانكلين لوحده مع كلبه "تشوب" في حي فاينوود هيلس. وهو آخر شخصيه من من الابطال الثلاثة بقيت على قيد الحياة. "  .
.

### تريفور فيليبس
تريفور فيليبس أحد شخصيات GTA 5 واحد أبطالها. ولد عام 1968 في منطقة على الحدود الكندية الأمريكية لأب كندي وأم بريطانية، تخلى عنه والده حيث قام والده بأخذه إلى متجر العاب بعيد عن المنطقة التي يسكنها تريفور وعندما دخل والد تريفور وتريفور إلى المتجر قام والد تريفور بتركه والهروب وبقي تريفور وحيداً حتى جاءت عائلة وقامت بتبنيه، عاش تريفور مع 14 عائلة إلى أن كبر، تريفور شخص مختل عقليا ومريض نفسي، تجند تريفور في القوات الجوية الكندية ونجح في جميع الإختبارات إلا اختبار واحد وهو الاختبار النفسي وفشل به، تم طرده من القوات الجوية الكندية، إلى ان تعرف بمايكل سنة 1992 حيث كان مايكل ينقل المخدرات إلى المطار وكان تريفور يهرب المخدرات بالطائرة من أميركا إلى كندا. واغتال تريفور بسبب مشاكل مع مايكل ولهذا السبب أراد مايكل قتله واتحد مايكل مع فرانكلين وقتلوه. 

## شخصيات ثانوية

### أماندا دي سانتا
أماندا دي سانتا هي زوجة مايكل وام جيمي وتريسي. وهي قريبة جدا من زوجها ولكن أصبحت علاقتهما هشة ثم غادرت المنزل وبعد فترة طويلة ذهب إليها مايكل في مقهى قرب المنزل وقام مايكل بضرب مدرب اليوغا الذي كان يحاول إستغلال زوجته ثم عادت العلاقة بينهما، كما أن اماند تنفق المال بشكل جنوني في أشياء لا داعي لها ".

### جيمي دي سانتا
جيمي دي سانتا هو ابن مايكل وأماندا والأخ الأكبر لتريسي. وهو شاب في العشرنيات، علاقته مع والده سيئة جدا، ثم بعد فترة جاء إلى المنزل ثم أصبحت العلاقة جيدة. 

### تريسي دي سانتا
تريسي دي سانتا  هي ابنة مايكل وأماندا في سن المراهقة وشقيقة صغرى لجيمي. ولديها علاقة سيئة جدا مع والديها لا سيما والدتها، تريسي كانت تحلم بأن تكون نجمة، لكن لازلو كان يستغلها.

### لمار
لمار هو من أهم اصدقاء فرانكلين ويساعد فرانكلين في عدة مهام في اللعبة وهو من عصابة فرانكلين.

## الشخصيات الأخرى
| شخصيات            | تفاصيل                                                         |
| ----------------- | -------------------------------------------------------------- |
| رون               | رون أفضل صديق لتريفور وفقير                                    |
| براد              | براد صديق تريفور السابق في السجن، اغتال من قبل قناص الشرطه     |
| سيميون            | سيميونهو تاجر سيارات.                                          |
| كيسي              | كيسي يقدم الشخصية الممثل البريطاني جيف وينكوت                  |
| فاسكويز           | فاسكويز هي ضابطة الشرطة                                        |
| تشوب              | تشوب هو كلب هدية من لامار لفرانكلين                            |
| الدكتور فريدلاندر | فريدلاندر هو المعالج الخاص ل مايكل دي سانتا                    |
| ليستر كريست       | ليستر كريست هو منظم سرقات وخيبر بالكمبيوتر ولديه مهام مع مايكل |